# Saint-Pierre-le-Viger
 Saint-Pierre-le-Viger  es una población y comuna francesa, en la región de Alta Normandía, departamento de Sena Marítimo, en el distrito de Dieppe y cantón de Fontaine-le-Dun.

## Demografía
| 306 | 314 | 298 | 258 | 257 | 274 |
| Para los censos de 1962 a 1999 la población legal corresponde a la población sin duplicidades (Fuente: INSEE [Consultar]) |     |     |     |     |     |